# Wilsonville (Nebraska)
Wilsonville – wieś w Stanach Zjednoczonych, w stanie Nebraska, w hrabstwie Furnas.